# Barleria rubra
Barleria rubra là một loài thực vật có hoa trong họ Ô rô. Loài này được Buch.-Ham. mô tả khoa học đầu tiên năm 1825.